# Masirah
Masirah (arabisch: |مسيرة) is een eiland in de Indische Oceaan voor de kust van Oman. Op het eiland is een basis van de Koninklijke Omaanse luchtmacht en een visfabriek gelegen. Er zijn enkele kleine plaatsen. Het grootste gedeelte van het eiland bestaat uit woestijn.
Het laag gelegen eiland is zo'n 15 km verwijderd van het vasteland van Oman, voor de kust van de gouvernementen Asj Sjarqiyah South en Al Wusta. De lengte is 65 km, de breedte varieert tussen 6 en 18 km. Het hoogste punt ligt op 275 m boven de zeespiegel.
Door de ruwe kustlijn liggen er veel dhow wrakken op de stranden van het eiland, die goed bewaard zijn gebleven door het zoute water en intense hitte.
Bestuurlijk maakt het eiland deel uit van het district Masirah in het gouvernement Ash Sharqiyah South.